# Cudillero
Cudillero – gmina w Hiszpanii, w prowincji Asturia, w Asturii, o powierzchni 100,78 km². W 2011 roku gmina liczyła 5691 mieszkańców.